# Четыреста душ
Четыреста душ: История сообщества афроамериканцев, 1619–2019 (англ. Four Hundred Souls: A Community History of African America, 1619–2019) — антология эссе, комментариев, личных размышлений, рассказов и стихов 2021 года, составленная и отредактированная Ибрамом X. Кенди и Кейшей Н. Блейн. Задуманная и созданная в ознаменование четырехсот лет, прошедших с момента прибытия первых африканцев в Вирджинию, книга касается истории афроамериканцев и собирает произведения, написанные девяностами чернокожими писателями. Победитель и финалист множества наград в печатном и аудиокнижном изданиях, «Четыреста душ» получили высокую оценку рецензентов за прозу и историческое содержание.

## Предыстория
С 1841 по 2019 год подавляющее большинство книг, рассказывающих об истории Африки, были написаны отдельными лицами, при этом почти всегда мужчинами. По мере приближения 400-летия прибытия чёрных африканцев в Британскую Северную Америку Ибрам X. Кенди задумался, как отметить «символический день рождения Чёрной Америки» и весь 400-летний период. Кенди решил изменить эту тенденцию, «собрав сообщество писателей» и побудив их как писать историю, так и создавать историю, создав артефакт, отражающий мысли чернокожих американцев в тот юбилейный год.
Кенди и Кейша Н. Блейн совместно составили и отредактировали книжный проект под названием «Четыреста душ: история сообщества афроамериканцев, 1619–2019», и вместе они пригласили десять поэтов и восемьдесят писателей самых разных профессий, включая историков, антропологов, журналистов, писателей, экономистов, богословов, педагогов и многих других — чтобы они внесли свой вклад. Рецензент Дон Полайт назвал получившийся список участников «кто есть кто среди афроамериканцев» и «замечательным срезом чёрного сообщества». Многие участники — «громкие имена», но в «Четырехстах душах» также есть множество «подающих надежды писателей». Большинство авторов написали свои главы в 2019 году.
Блейн вспомнила, что этот процесс был «трогательным опытом». Пандемия COVID-19 началась, когда Кенди и Блейн составляли книгу; ощущение, что она работала над чем-то исторически значимым, утешало Блейн во время тяжёлых потерь и одиночества. Книга посвящена «чёрным жизням, потерянным из-за COVID-19».
В отличие от прошлых историй Чёрной Америки, написанных одним автором, «Четыреста душ» также возникают в традиции написанных чернокожими антологий «исторических наблюдений, поэзии, научных исследований и виньеток» в духе «Чёрных голосов: Антологии афроамериканской литературы» Авраама Чепмена и романа Майи Энджелоу «Я знаю, почему птица в клетке поёт».

## Содержание

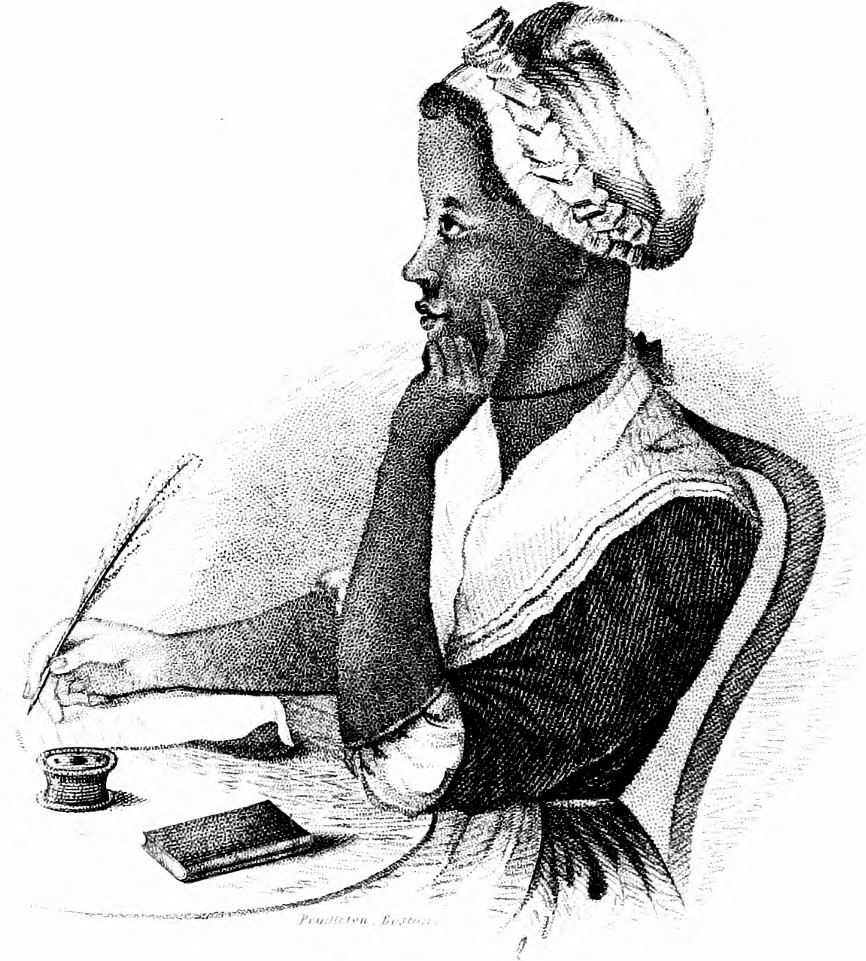
Филлис Уитли, которой посвящена одна из глав «Четырехсот душ»

В «Четырехстах душах» представлены очерки, биографические очерки, рассказы и стихи девяноста чернокожих писателей. Он хронологически охватывает 400-летнюю историю афроамериканцев, начиная с 1619 года с прибытием первых африканцев в Вирджинию и заканчивая 2019 годом. Книга разделена на десять разделов, каждый из которых исследует период в 40 лет. Каждый раздел завершается стихотворением. В книге представлено восемьдесят эссе, каждое из которых посвящено пятилетнему периоду. Кенди и Блейн предложили некоторым участникам написать на конкретные темы, например, попросить Барбару Смит написать о коллективе реки Комбахи. Вместе с другими писателями они работали вместе, чтобы найти подходящие темы. В любом случае выбор был за автором. Этот «демократизирующий подход» делает «Четыреста душ» «народной историей», рассказанной самими афроамериканцами и о них.
После введения Ибрама X. Кенди антология начинается с эссе Николь Ханна-Джонс, которая разработала проект The New York Times «1619». Темы главы включают политику, политические события, элементы культуры, пересмотренные исторические повествования и биографии. Некоторые главы предлагают свежий взгляд на хорошо известные темы, такие как эссе о Филлис Уитли, Букере Т. Вашингтоне и Власти чёрных; в то время как другие освещают малоизвестные детали истории, например жизнь чернокожего жителя Нью-Йорка Джеймса МакКьюна Смита. Каждое эссе может функционировать и читаться по отдельности, но вместе они освещают «запутанные истории» афроамериканцев. Заключительное эссе книги написано Алисией Гарза, сооснователем движения Black Lives Matter.

## Публикация
One World, издательство Random House, опубликовало «Четыреста душ» и выпустило книгу 2 февраля 2021 года. Книга продавалась в твёрдом переплете на 528 страниц за 32 доллара США при выпуске. На обложке, разработанной Майклом Моррисом, изображены работы Байо Ирибхогбе, которые, по словам редактора Блейн, отражают «дух общности» книги. Издание в мягкой обложке вышло годом позже, 1 февраля 2022 года.
Penguin Random House выпустило аудиокнигу «Четыреста душ» в феврале 2021 года, продав торговое издание за 22,50 доллара, а библиотечное издание за 95 долларов. Издание аудиокниги не включает сноски печатной версии. Его продолжительность составляет четырнадцать часов и две минуты.

## Критика

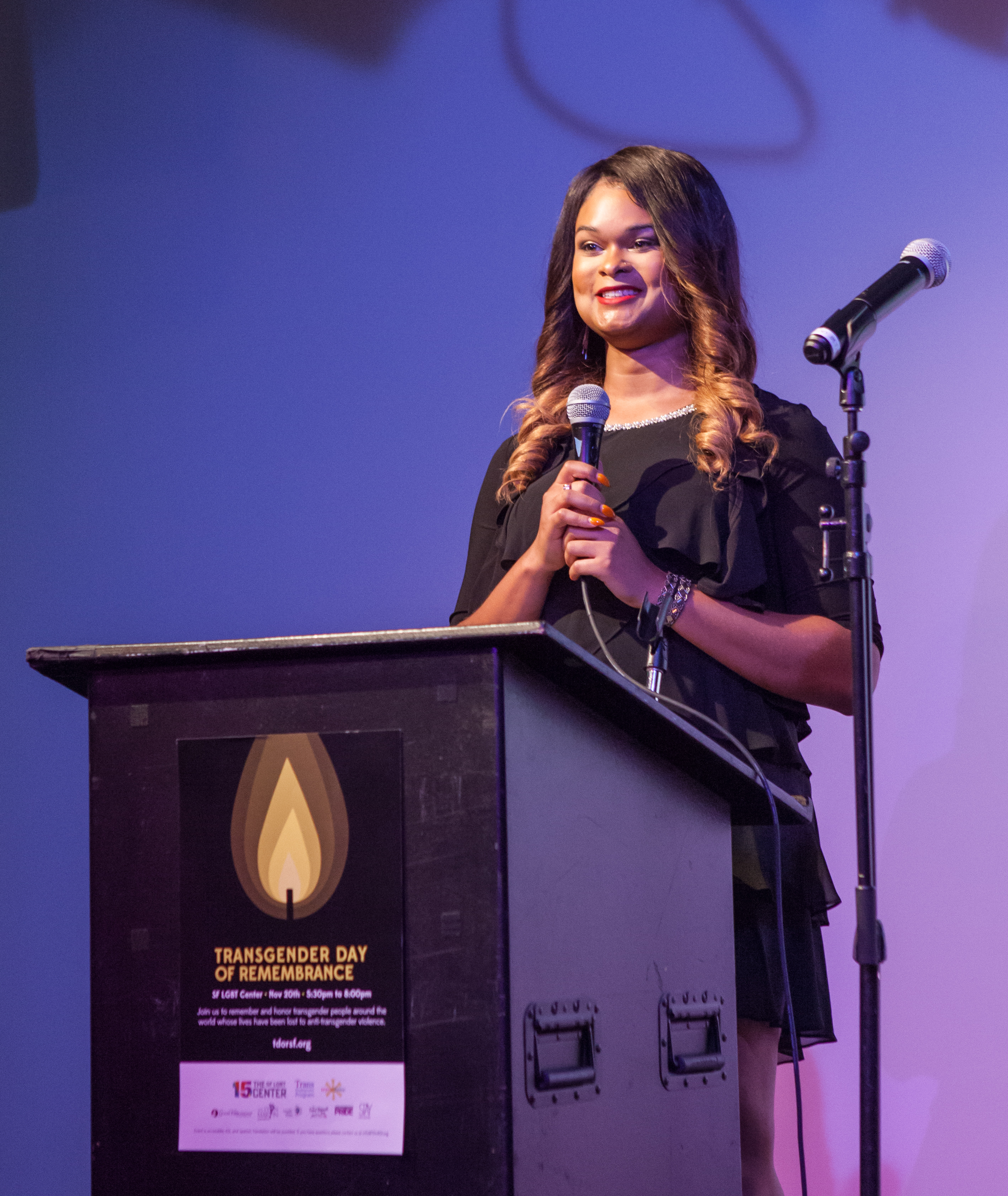
Согласно «Kirkus Reviews», вклад Ракель Уиллис был «выдающейся» главой.

До и после выпуска Four Hundred Souls получила широкое одобрение читателей и рецензентов. Книга дебютировала под номером два в списке бестселлеров документальной литературы The New York Times за неделю, закончившуюся 6 февраля 2021 года. В сентябре 2021 года GOBI Library Solutions поставила «Четыреста душ» на второе место в списке сорока академических бестселлеров того года. Редакторы и обозреватели Washington Post включили его в число «50 известных научно-популярных произведений» в 2021 году. Four Hundred Souls также была бестселлером IndieBound.
Publishers Weekly охарактеризовало книгу как «энергичный сборник», который «отличается от стандартных антологий афроамериканской истории». В своей статье для Booklist Лесли Уильямс написала, что «Четыреста душ» «потрескивают от ярости, красоты, горького юмора и неукротимой воли к выживанию». В обзоре, отмеченном звёздочкой, Kirkus Reviews назвал произведение «безупречным, эпическим, существенным видением американской истории в целом и свидетельством стойкости чернокожих». 
Многочисленные рецензенты призвали общественность прочитать книгу, а библиотеки — хранить. Library Journal объявил «Четыреста душ» обязательным для включения в библиотеки. Рецензент Дон Полит особенно похвалил формат эссе, предположив, что книга «почти создана специально» для сопровождения курсов бакалавриата или для стимулирования дискуссий в общественных местах.
В 2021 году AudioFile отметила Четыреста душ наградой Earphones за лучшую аудиокнигу.